# Antonio Radić
Antonio Radić (Križevci, 16. lipnja 1987.), bolje poznat kao Agadmator, hrvatski je šahist i youtuber. Vlasnik je šahovskog kanala agadmator's Chess Channel te je upravo po tom imenu postao poznat u svijetu šaha, posebno kada je 7. veljače 2021. godine postao prvim youtuberom čiji je šahovski kanal zabilježio milijun pretplatnika. U razdoblju od 2018. do 2021. godine njegov je šahovski kanal zauzimao prvo mjesto po broju pretplatnika. 
Kanal je otvorio još 2007. godine, no tek je 2016. počeo objavljivati šahovski sadržaj. Kanal je poznat po "Sagama", odnosno detaljnom i kronološkom opisu života nekog od svjetskih šahovskih prvaka kroz značajne šahovske partije. Tako su dosad najpopularnije "Bobby Fischer Saga" i posebno "Capablanca Saga", kada je Radićev kanal počeo ubrzano rasti i tu se Agadmator probio u sam svjetski vrh. Ubrzo je Radić postao jednim od najboljih promotora šaha u svijetu. Iako nije aktivan u turnirskom šahu, sudjeluje u brojnim online turnirima, i to često na dvjema najvećim šahovskim platformama, Lichessu i Chess.comu.

## Životopis
Radić je rođen u Križevcima 1987. godine, a šahu ga je naučio djed, Anto Krnjić, inače FIDE majstor. Šah ga nije zanimao tijekom odrastanja, sve dok sa 17 godina nije počeo čitati klasike šahovske literature. Opisuje svoj stil igre kao napadački, kazavši da je na njegovu igru najviše utjecao legendarni Mihail Talj. Najviši rejting od 2010 Elo bodova ostvario je u lipnju 2010. godine.